# Verbascum fontanesii
Verbascum fontanesii är en flenörtsväxtart som beskrevs av Benedí. Verbascum fontanesii ingår i släktet kungsljus, och familjen flenörtsväxter. Inga underarter finns listade i Catalogue of Life.